# Ehrenzeichen für Verdienste um die Befreiung Österreichs

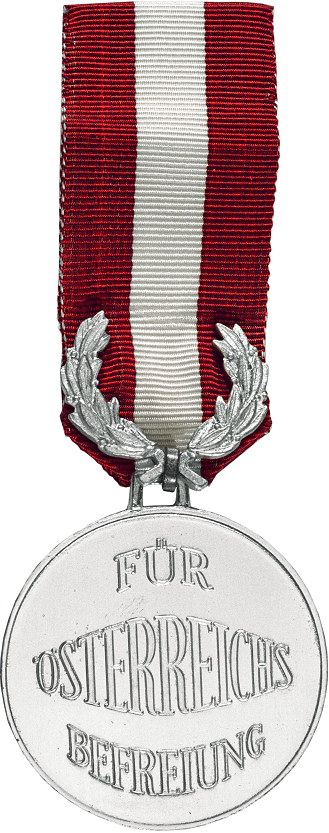
Ehrenzeichen für Verdienste um die Befreiung Österreichs

Das Ehrenzeichen für Verdienste um die Befreiung Österreichs (kurz: Befreiungs-Ehrenzeichen) ist eine staatliche Österreichische Auszeichnung innerhalb der Systematik der Orden und Ehrenzeichen der Republik Österreich. Es wurde im Jahre 1976 geschaffen und ist zur Auszeichnung von Personen vorgesehen, die sich „um die Befreiung der Republik Österreich von der nationalsozialistischen Gewaltherrschaft“ verdient gemacht haben. Eine Verleihung ist auch posthum an, so noch vorhanden, nahe Familienangehörige wie Ehegatten oder Verwandte in gerader Linie zulässig.
Das Befreiungs-Ehrenzeichen wird vom Bundespräsidenten auf Vorschlag der Bundesregierung verliehen, wobei die Bundesregierung auf den Vorschlag eines aus elf Mitgliedern bestehenden Kuratoriums Bedacht zu nehmen hat. Die Österreichische Präsidentschaftskanzlei hat ein Verzeichnis über die verliehenen Auszeichnungen zu führen und das Verleihungsdekret mit dem Hochdrucksiegel zu versehen.

## Aussehen
Die Auszeichnung ist eine runde aus Bronze gefertigte versilberte Medaille und zeigt die dreizeilige Inschrift FÜR ÖSTERREICHS BEFREIUNG. Auf der Rückseite ist das Staatswappen zu sehen. Am Tragering ist zudem ein nach oben offener Lorbeerkranz angebracht, der auf dem Band aufliegt.

## Trageweise
Getragen wird die Medaille an einem roten Band mit einem breiten weißen Mittelstreifen auf der linken Brustseite.

## Bekannte Träger
Prominente Träger sind Manfred Ackermann, Anton Benya, Anton Brunner, Maria Cäsar, Maria Emhart, Louis Häfliger, Eleonora Hiltl, Josef Hindels, Franz Draber, Rosa Jochmann, Hans Landauer, Antonie Lehr, Hubert Mayr, Lucian O. Meysels, Fritz Molden, Rudolfine Muhr, Fritz Muliar, Georg Schelling, Ludwig Steiner und Ernst Florian Winter. Bis 2004 wurde die Auszeichnung an etwa 4500 Personen vergeben. 2007 erhielt Richard Wadani als erster österreichischer Deserteur aus der deutschen Wehrmacht diese Auszeichnung, sie wurde ihm von Bundespräsident Heinz Fischer übergeben.
Während der Jahre 2013 bis 2023 wurde das Ehrenzeichen für Verdienste um die Befreiung Österreichs nur mehr insgesamt viermal verliehen (zweimal 2014 und zweimal 2020), darunter posthum 2020 an den Widerstandskämpfer Karl Fischer und seine Mutter Maria Fischer durch Bundespräsident Alexander Van der Bellen (übergeben in Graz am 29. Juni 2021 durch den steirischen Landeshauptmann-Stellvertreter Anton Lang).

## Rechtsgrundlage
- Bundesgesetz vom 27. Jänner 1976 über die Schaffung eines Ehrenzeichens für Verdienste um die Befreiung Österreichs, Stammfassung BGBl. Nr. 79/1976, gesamte Rechtsvorschrift in der geltenden Fassung im Rechtsinformationssystem des Bundes (RIS)
  - Verordnung der Bundesregierung vom 21. April 1976 betreffend das Ehrenzeichen für Verdienste um die Befreiung Österreichs, Stammfassung BGBl. Nr. 193/1976,  im RIS